# Пікалка (річка)
Пікалка — річка в Україні, в Оратівському районі Вінницької області. Права притока Гнилої (басейн Дніпра).

## Опис
Довжина річки 10 км. Висота витоку над рівнем моря — 230 м, висота гирла — 200 м, падіння річки — 30 м, похил річки — 3,75 м/км. Формується з багатьох безіменних струмків та водойм .

## Розташування
Бере початок на південно-західній околиці села Сологубівка й тече через нього переважно на північний схід. У селі Новоживотів впадає в річку Гнилу, праву притоку Роськи.